# スハス・ゴピナ
スハス・ゴピナ（Suhas Gopinath、1986年11月4日 -)は、インドの起業家である。カルナータカ州バンガロールで生まれ、14歳のときに、本を参考にしながら一人でウェブサイト(www.coolhindustan.com)を作成し、同年2000年にGlobals Incを立ち上げる。17歳で同社のCEOとなり 、当時、世界最年少のCEOとして認識されていた。

## 経歴
- 2005年カルナータカ州のRajyotsavaアワードを受賞。スハスは175人の受賞者のうち最年少であった。[6][7]
- 2007年12月2日　欧州議会にて「ヤング・アチーバー・アワード」を授与される。
- 2008年11月　アフリカの生徒達のICTスキルやエンプロイアビリティを向上させることを目的とした世界銀行のICTリーダーシップ会議のボードメンバーに選ばれる。[8]
- 2008年　ダボス会議にて「ヤング・グローバル・リーダー」に選出される。[9]